# Kosturnica

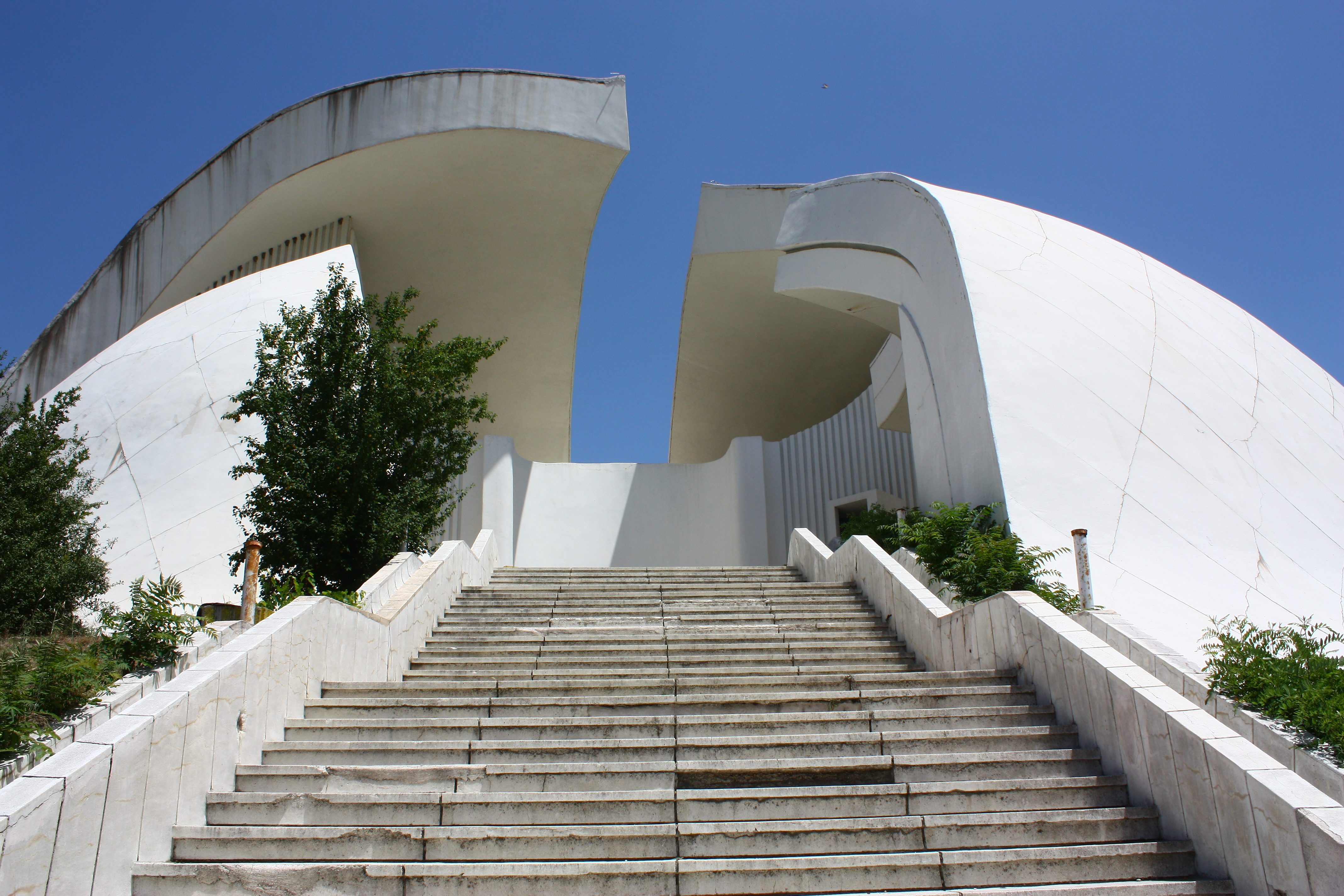
Widok na pomnik ze schodów

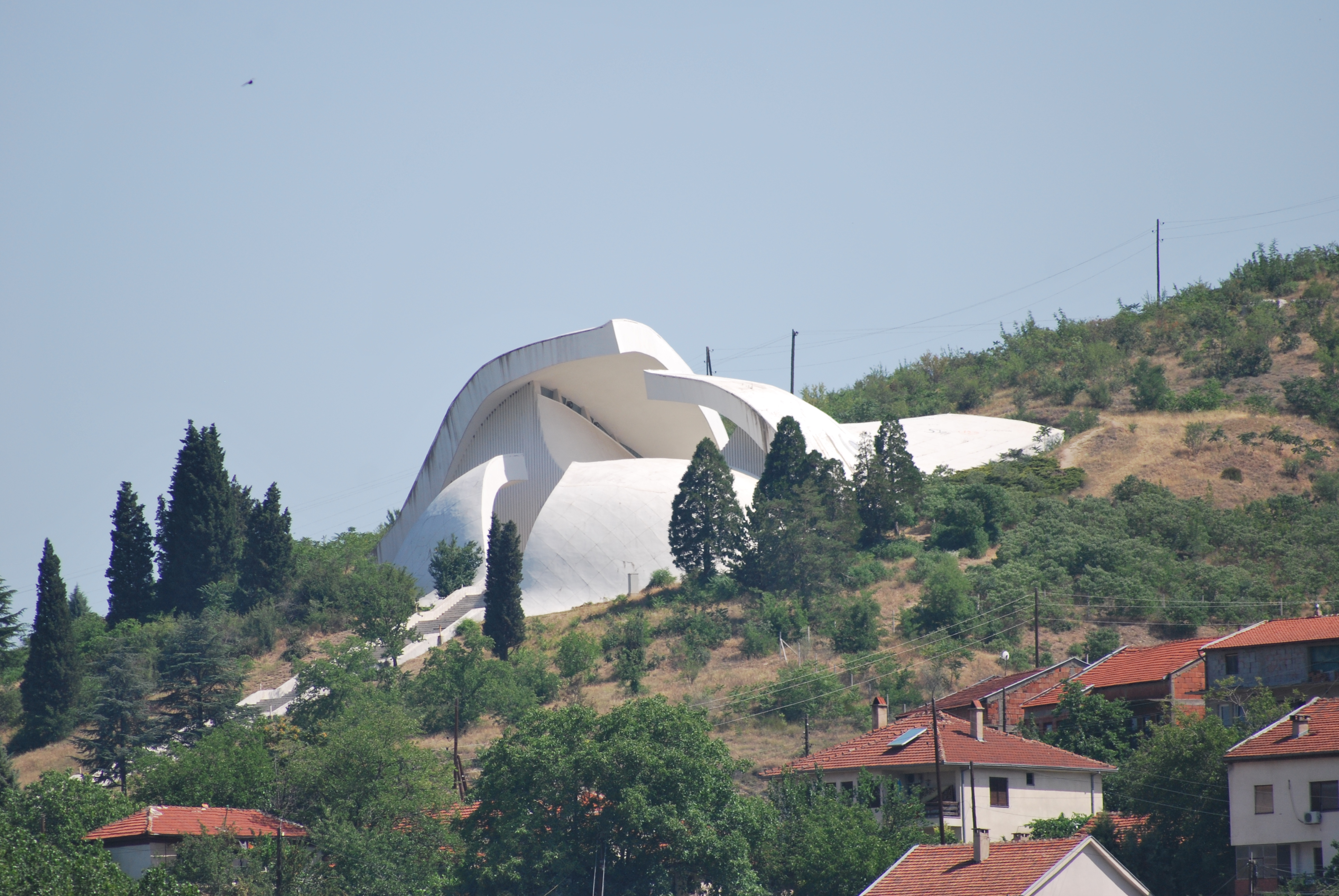
Pomnik z okolic amfiteatru

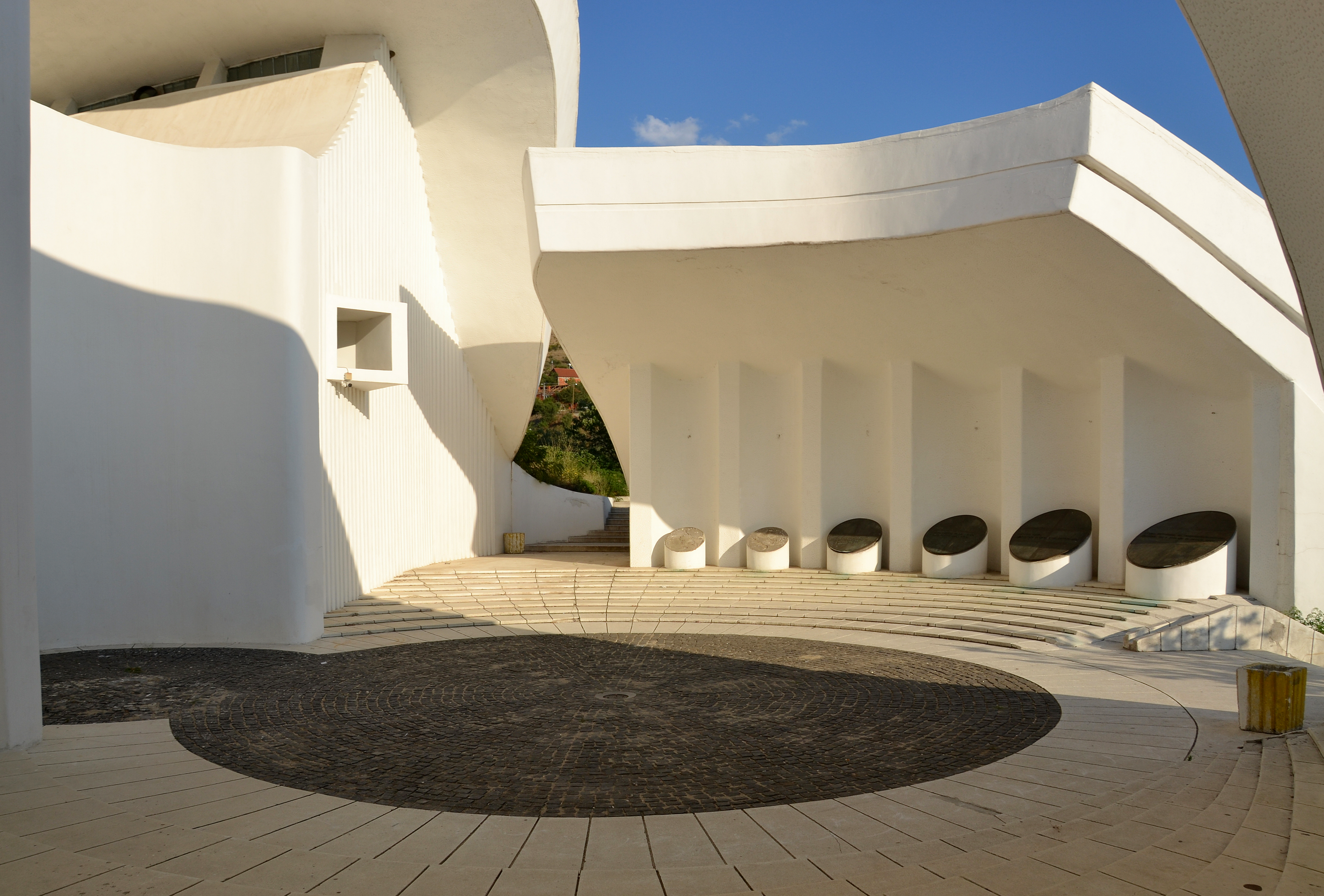
Dziedziniec pomnika

Kosturnica (mac. Спомен костурница) – pomnik-kaplica znajdujący się w Macedonii Północnej, w mieście Wełes.  Został on poświęcony jugosłowiańskim komunistycznym partyzantom z miasta oraz gminy Wełes walczącym w czasie II wojny światowej przeciwko Niemcom i Bułgarom.
Pomysł budowy pojawił się już krótko po zakończeniu wojny, ale ostatecznie wzniesiono go dopiero w latach 1976-1979. Jako lokalizację wybrano jedno ze wzgórz otaczających centrum Wełesu, nad rzeką Wardar. W konkursie, w którym wzięli udział twórcy z całej Jugosławii, wybrano wspólną propozycję rzeźbiarza Ljubomira Denkoviḱa oraz architekta Savo Subotina. Kształt pomnika przypomina otwarty kwiat maku (symbolizujący życie i odrodzenie) - połowę stanowi otwarty przedsionek z tablicami zawierającymi nazwiska poległych i miejsca bitew, drugą część zajmuje pomieszczenie mieszczące muzeum oraz mozaikę, największą w całej Macedonii.
Pod pomnikiem umieszczono ossuarium i złożono w nim szczątki 87 bojowników, pochowanych wcześniej przy miejscowej cerkwi.
Do Kosturnicy prowadzą długie schody, poniżej których utworzono szeroki dziedziniec z amfiteatrem. W przeszłości znajdowała się tam także różana promenada ozdobiona rzeźbionymi popiersiami macedońskich bohaterów i żołnierzy, lecz po upadku komunizmu wszystkie one zostały usunięte.
Rozpad Jugosławii spowodował spadek zainteresowania obiektem. Ukradziono wiele tablic z przedsionka, zaniedbana fasada zaczęła tracić barwy, beton pękał i kruszył się. Ściany często padały ofiarą wandalizmów w postaci graffiti. Pierwszy remont przeprowadzono w 2003 roku, kolejne w latach 2013-2016. Zainstalowano również systemy bezpieczeństwa mające zapobiegać dalszemu niszczeniu.